# Pauline de Talleyrand-Périgord
Joséphine Pauline de Talleyrand-Périgord né le 29 décembre 1820 à Paris, et morte le 12 octobre 1890 à Saint-Patrice (Indre-et-Loire), est, par son mariage, marquise de Castellane.

## Biographie
Troisième enfant légitime de Dorothée de Courlande, duchesse de Sagan, et d'Edmond de Talleyrand-Périgord, duc de Dino (neveu du ministre Talleyrand), elle est souvent donnée comme la fille naturelle du ministre Charles-Maurice de Talleyrand-Périgord, duc de Talleyrand et prince de Bénévent, qui la surnomme « l'ange de la maison » ou « ma chère Minette ». Toute sa vie, il lui voue une très grande affection. Elle grandit dans l'hôtel de Saint-Florentin, rue Saint-Florentin dans le 1er arrondissement de Paris.
En 1839, elle épouse Henri de Castellane, fils du maréchal de Castellane dont elle a deux enfants : Marie (1840-1915), qui épouse en 1857 le prince Antoine Radziwill (1833-1904), et Antoine (1844-1917 ; père du fameux dandy Boni de Castellane, et de Jean : voir maison de Castellane). 
Veuve en 1847, elle vit la plupart du temps au château de Rochecotte en Indre-et-Loire, qui lui a été donné par sa mère. Très liée aux catholiques libéraux en particulier à Alfred de Falloux qui effectua de très nombreux séjours à Rochecotte et avec qui elle entretint une importante correspondance et à Monseigneur Dupanloup, évêque d'Orléans (qu'elle introduit auprès de Talleyrand pour lui faire signer sa rétractation), elle mène une vie simple et dévote. 
Elle y meurt en 1890 âgée de 70 ans.